# NHK 와카야마 방송국

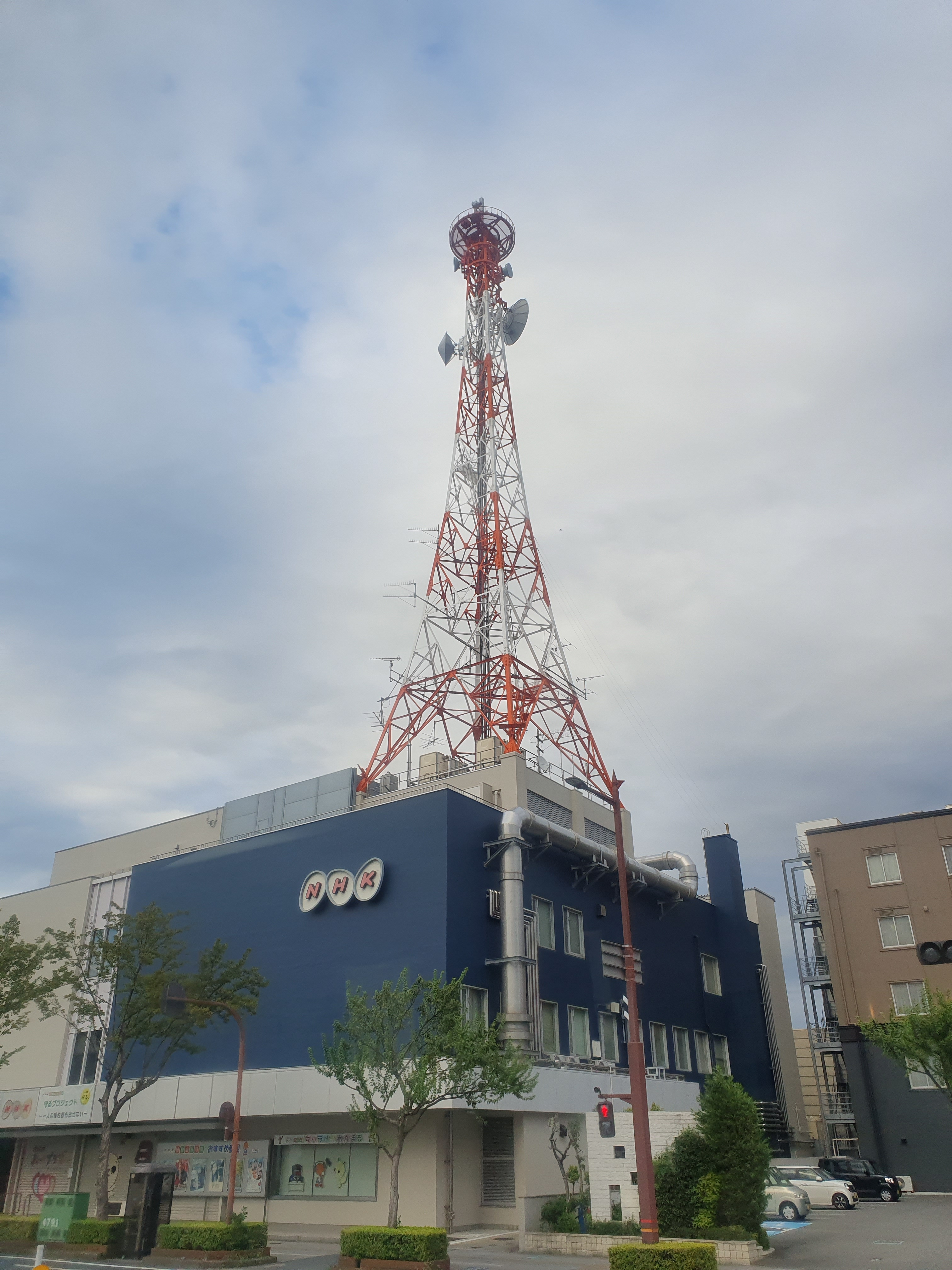

NHK 와카야마 방송국(和歌山 放送局)은 와카야마현을 방송구역으로 하는 NHK의 지역방송국이며 FM라디오·텔레비전 방송을 담당하고 있다.

## 연혁
- 1936년 3월 1일 오사카 중앙방송국와카야마 출장소 개설
- 1942년 11월 3일 라디오 제1방송 개시
- 1948년 5월 1일 와카야마 출장소를 와카야마 지국으로 개칭
- 1951년 7월 1일 와카야마 지국을 와카야마 방송국으로 개칭(송신 시설 없음)
- 1970년 4월 20일 FM방송(호출부호 JORP-FM) 개시
- 1971년 5월 31일 종합 텔레비전 지역 방송(호출부호 JORP-TV) 개시
- 2005년 4월 1일 디지털 종합 텔레비전 방송(호출부호 JORP-DTV) 개시
- 2011년 7월 24일 지상파 아날로그 텔레비전 방송종료

## 채널·주파수
- 종합 텔레비전 23ch(JORP-DTV)
- 교육 텔레비전 13ch(JOBB-DTV)<오사카방송국>
- FM방송 84.7MHz(JORP-FM)
- 라디오 제1방송(콜사인:JOBK) 666KHz(오사카 방송국)
- 라디오 제2방송(콜사인:JOBB) 828KHz(오사카 방송국)

## 보충서술
- 2007년 12월 14일 오전 신구시에서 NHK의 방송용 케이블이 도로 공사 도중 절단되어 오전 11시경부터 기난지역에서 FM 라디오 방송이 중단되었으며 종합 텔레비전 방송의 경우 일부 방송을 나고야 방송국과 쓰 방송국을 통해 전달했고 이때 절단된 케이블은 오후 9시 20분까지 모두 복구되었다.

## 와카야마현에 있는 다른 텔레비전·라디오 방송국
- TV 와카야마(WTV)(독립 텔레비전 방송국)
- 와카야마 방송(WBS)(NRN&JRN 계열 라디오 방송국)